# 평택시 병
평택시 병은 대한민국의 국회의원 선거구이다. 경기도 평택시의 일부 지역을 관할한다. 현 지역구 국회의원은 더불어민주당의 김현정이다.

## 역사
제22대 국회의원 선거를 앞두고 평택시 지역의 선거구가 갑, 을, 병으로 분구가 됨에 따라 평택시 갑 선거구와 평택시 을 선거구에서 일부 지역들을 편입하면서 신설되었다.

## 관할 구역
| 대수  | 관할 구역                                               |
| ----- | ------------------------------------------------------- |
| 22대~ | 평택시 신평동, 원평동, 비전1동, 비전2동, 용이동, 동삭동 |

## 역대 국회의원
| 선거   | 정당 | 정당         | 의원   |
| ------ | ---- | ------------ | ------ |
| 2024년 |      | 더불어민주당 | 김현정 |

## 역대 선거 결과

### 대한민국 제22대 국회의원 선거
|  | 52.76% |

|  | 43.48% |

|  | 3.75% |

## 같이 보기
- 평택시 갑
- 평택시 을
- 평택시의 국회의원